# Brownsville (Florida)
Brownsville es un lugar designado por el censo ubicado en el condado de Miami-Dade en el estado estadounidense de Florida. En el Censo de 2010 tenía una población de 15.313 habitantes y una densidad poblacional de 2.594,29 personas por km².

## Geografía
Brownsville se encuentra ubicado en las coordenadas 25°49′17″N 80°14′30″O / 25.82139, -80.24167. Según la Oficina del Censo de los Estados Unidos, Limita al este y sureste con la ciudad de Miami, al norte con Gladeview, al oeste con la ciudad de Hialeah, y al sur con el condado no incorporado de Miami-Dade. La Interestatal 195 (Autopista del Aeropuerto) forma el límite sur de la comunidad.
Brownsville tiene una superficie total de 5.9 km², de la cual 5.89 km² corresponden a tierra firme y (0.18%) 0.01 km² es agua.

## Demografía
Según el censo de 2010, había 15.313 personas residiendo en Brownsville. La densidad de población era de 2.594,29 hab./km². De los 15.313 habitantes, Brownsville estaba compuesto por el 19.84% blancos, el 74.74% eran afroamericanos, el 0.29% eran amerindios, el 0.05% eran asiáticos, el 0% eran isleños del Pacífico, el 3.27% eran de otras razas y el 1.81% pertenecían a dos o más razas. Del total de la población el 25.72% eran hispanos o de latinos de cualquier raza.